# Юконіт
Юконіт (англ. Yukonite) — мінерал, основний водний арсенат кальцію і заліза.

## Етимологія та історія
За назвою території першознахідки Юкон (Tyrrell, R.P.D.Graham, 1913).

## Опис
Хімічна формула:
- За Є. К. Лазаренком CaFe2,333+[(OH)3(AsO4)2]6H2O.
- За К.Фреєм, Г.Штрюбелем, З. Х. Ціммером: CaFe3+[(OH)9(AsO4)]18H2O.
- «Fleischer's Glossary» (2004): Ca2Fe3(AsO4)4(OH)•12H2O.

Містить (%): СаО — 10,00; Fe2O3 — 35,72; As2O5 — 34,07; Н2О — 20,28.
Аморфний. Зустрічається в конкреціях неправильної форми. Густина 2,8. Тв. 2,0-3,5. Колір майже чорний з бурим відтінком. Ізотропний. Крихкий. Знайдений поблизу західної сторони рукава Вінді-Арм (англ. Windy Arm) озера Тагіш (Юкон, Канада).